# Soraya Ravenle
Soraya Ravenle, nome artístico de Soraya Jarlicht (Niterói, 28 de novembro de 1962), é uma atriz e cantora brasileira.

## Biografia
Nasceu no estado do Rio de Janeiro, na cidade de Niterói, em 28 de novembro de 1963. Seus pais eram imigrantes poloneses judeus, que vieram para o Brasil pouco antes da 2ª Guerra Mundial. É irmã da também cantora Ithamara Koorax. Graduou-se em 1986, no curso de formação de atores do Calouste Gulbenkian. Neste mesmo ano estreou no teatro, em "A Estrela Dalva", de Renato Borghi. Soraya participava do coro do espetáculo, protagonizado por Marília Pêra.
Estreou na televisão em 1988 na novela Vale Tudo. No ano seguinte fez a novela Que Rei Sou Eu?, ambas da Rede Globo.
Em 1992, atuou como vocalista do show "Sla 2 - Be a sample", de Fernanda Abreu, seguindo em turnê pelo Brasil com a cantora.
De 1995 a 1999, fez parte do grupo Arranco de Varsóvia, com o qual gravou os discos "Quem é de sambar" e "Samba de Cartola".
No ano 2000, teve destaque na novela Laços de Família, como Yvete, a melhor amiga da protagonista Helena (Vera Fischer). Fez várias participações em seriados da Globo, até em 2008 entrar para o elenco da novela Beleza Pura. No ano seguinte teve destaque na novela Paraíso.
Integrou o elenco da novela I Love Paraisópolis, na trama de Alcides Nogueira, vivendo a trabalhadora costureira Eva, mãe de Danda (Tatá Werneck) e mãe de criação de Marizete (Bruna Marquezine) as duas protagonistas da trama.
Hoje, Soraya é considerada referência artística no que diz respeito ao teatro musical, estando nos palcos quase que ininterruptamente desde 1986, quando começou.

## Filmografia

### Trabalhos na televisão
| Ano  | Título              | Personagem                                  |
| ---- | ------------------- | ------------------------------------------- |
| 1988 | Vale Tudo           | Angela                                      |
| 1989 | Que Rei Sou Eu?     | Anete                                       |
| 2000 | Laços de Família    | Yvete                                       |
| 2001 | Os Normais          | Diana (ep: Surpresas São Normais)           |
| 2004 | A Diarista          | Clara (ep: Aquele com os Adolescentes)      |
| 2007 | Malhação            | Alaíde Pereira da Silva (Lalá/Alaíde Persi) |
| 2008 | Beleza Pura         | Débora Borges                               |
| 2009 | Paraíso             | Josefa Ferrabraz (Zefa)                     |
| 2010 | Dalva e Herivelto   | Emília Savana da Silva Borba                |
| 2011 | Malhação            | Sandra                                      |
| 2015 | I Love Paraisópolis | Eva Balbino Uchôa                           |
| 2017 | Sob Pressão         | Sílvia Sedotti (ep:6)                       |

### No cinema
| Ano  | Título                                 | Personagem |
| ---- | -------------------------------------- | ---------- |
| 2015 | Depois de Tudo                         | Bebel      |
| 2006 | Mulheres do Brasil                     |            |
| 2002 | Lost Zweig                             | Cantora    |
| 2001 | A Partilha                             | Cantora    |
| 1997 | For All - O Trampolim da Vitória       |            |
| 1992 | Oswaldianas                            |            |
| 1989 | Sermões - A História de Antônio Vieira |            |

## No teatro
- 2023 - Tom na Fazenda
- 2020 - Instabilidade Perpétua (solo teatral)
- 2019 - Monstros, o musical
- 2018 - Palavra de Mulher (participação especial)
- 2018 - Isaura Garcia, O Musical
- 2014/2015 - Todos Os Musicais De Chico Buarque em 90 Minutos
- 2014 - O Pequeno Zacarias
- 2011 - Um Violinista no Telhado
- 2010/2011 -  É com esse que eu vou
- 2010 - Era no tempo do Rei
- 2008 - Opereta Carioca
- 2007/2008 - Sassaricando - e o Rio inventou a marchinha
- 2006 - Samba da Minha Terra
- 2006 - Ópera do Malandro em Concerto" - Teresinha
- 2005 - Estatuto de Gafieira
- 2004 - Lupicínio & Outros Amores
- 2003/2005 - Ópera do Malandro
- 2002 - Suburbano Coração
- 2001 - South America Way - Carmem Miranda
- 1999 - Dolores - Dolores Duran
- 1998 - Viva o Zé Pereira
- 1997 - Tuhu - O menino Villa Lobos
- 1996 - Metralha
- 1995 - O Samba Valente de Assis
- 1994 - Theatro Musical Brazileiro II
- 1994 - Pirandello Nunca Mais
- 1992 - A Mulher sem Pecado
- 1988 - Boca de Ouro
- 1986 - A Estrela Dalva

## Discografia
- 2021 - Instabilidade Perpétua
- 2017 - Quatro Ventos
- 2011 - Arco do Tempo
- 2009 - Breque Moderno ( Soraya Ravenle, Marcos Sacramento, Luís Filipe de Lima)

## Singles
- 2023- Valsa para a eternidade (Soraya Ravenle, Marcelo Caldi)
- 2022 - Qual é o mar de Marte (Soraya Ravenle, Pedro Franco, Joana Queiroz)
- 2022 - Sabe-se lá (Soraya Ravenle, Mago)
- 2022 - Miragem (Soraya Ravenle, Marcos Sacramento, Luís Flávio Alcofra)
- 2021 - Evani (Soraya Ravenle, Maria Clara Valle)
- 2021 - Espiral (Soraya Ravenle, Maria Clara Valle)
- 2021 - Outro Chão
- 2021 - Vento Voa
- 2020 - Veia Aberta ( Gabriel Perelo, Soraya Ravenle)
- 2019 - Carne Arde (Gabriel Perelo, Soraya Ravenle)

## Prêmios e indicações
| Ano  | Premiação                    | Categoria                           | Indicação                                        | Resultado |
| ---- | ---------------------------- | ----------------------------------- | ------------------------------------------------ | --------- |
| 1998 | Prêmio Mambembe              | Melhor Atriz                        | Número, Faz Favor?                               | Indicado  |
| 1999 | Prêmio Shell                 | Melhor Atriz                        | Dolores                                          | Venceu    |
| 2004 | Prêmio Qualidade Brasil - RJ | Melhor Atriz Teatral Musical        | Ópera do Malandro                                | Indicada  |
| 2004 | Prêmio Qualidade Brasil - SP | Melhor Atriz Teatral Musical        | Ópera do Malandro                                | Indicada  |
| 2009 | Prêmio Arte Qualidade Brasil | Melhor Atriz Coadjuvante Telenovela | Paraíso                                          | Indicada  |
| 2009 | Prêmio Contigo! de TV        | Melhor Atriz Coadjuvante            | Beleza Pura                                      | Indicada  |
| 2010 | Prêmio Arte Qualidade Brasil | Melhor Atriz Teatral Musical        | Era no Tempo do Rei                              | Indicado  |
| 2011 | Prêmio Arte Qualidade Brasil | Melhor Atriz Teatral Musical        | Um Violinista no Telhado                         | Venceu    |
| 2014 | Prêmio Arte Qualidade Brasil | Melhor Atriz Teatral Comédia        | Todos os Musicais de Chico Buarque em 90 minutos | Indicada  |
| 2015 | Prêmio Reverência de Teatro  | Atriz Principal                     | Todos os Musicais de Chico Buarque em 90 minutos | Indicada  |
| 2017 | Prêmio Cesgranrio de Teatro  | Melhor Atriz Teatro Musical         | Puro Ney                                         | Indicada  |
| 2019 | Prêmio Botequim Cultural     | Melhor Atriz Teatro Musical         | Isaura Garcia, o Musical                         | Indicada  |
| 2019 | Prêmio Brasil Musical        | Atriz                               | Monstros                                         | Indicada  |